# Elecciones locales de Bogotá de 2000
El domingo 29 de octubre de 2000 se realizaron las elecciones regionales en Colombia; como parte de estas en Bogotá fueron elegidos:
- El Alcalde Mayor.
- Los 42 miembros del Concejo Distrital.
- Los miembros de las Juntas Administradoras Locales de las 20 localidades de la ciudad (entre 7 y 13 por localidad, según su población).

## Alcaldía Mayor
Dos excandidatos a la Vicepresidencia de la República en las elecciones de 1998 resultaron los favoritos para las elecciones a la Alcaldía de Bogotá; de un lado el exalcalde Antanas Mockus, respaldado por la Alianza Social Indígena, el Movimiento Visionario y la Asociación Nacional de Usuarios del UPAC; del otro, la exministra de Educación y de Relaciones Exteriores María Emma Mejía, de origen liberal, quien se inscribió como candidata cívica por el movimiento "Por María Emma Firme Bogotá". La tercería fue disputada por la exsenadora Claudia Rodríguez de Castellanos, líder de una iglesia cristiana protestante, y el narrador deportivo William Vinasco.
| Candidato                           | Partido                                                           | Votos     | %         |
| ----------------------------------- | ----------------------------------------------------------------- | --------- | --------- |
| Antanas Mockus Sivickas             | ASI - ANUPAC-Visionario                                           | 681.017   | 44,80     |
| María Emma Mejía Vélez de Caballero | Movimiento Firmes por Bogotá                                      | 536.989   | 35,32     |
| Claudia Rodríguez de Castellanos    | Partido Nacional Cristiano                                        | 175.855   | 11,57     |
| William Vinasco Chamorro            | Partido Conservador Colombiano - Movimiento Nacional CPC-ZFA      | 63.238    | 4,16      |
| Jaime Jaramillo                     | Movimiento Únete Colombia                                         | 46.834    | 3,08      |
| Hernando Gómez Serrano              | Movimiento Ciudadanos por Boyacá - Unión Patriótica - Vía Alterna | 5.658     | 0,37      |
| Jairo Clopatofsky                   | Movimiento Cívico Independiente                                   | 3.252     | 0,21      |
| José Rafael Otoya                   | Movimiento Políticos Laicos por Colombia                          | 2.748     | 0,18      |
| Marilyn Gómez                       | Movimiento Ciudadano                                              | 1.665     | 0,11      |
| Ernesto Páez Ortiz                  | Movimiento de Participación Comunitaria                           | 1.326     | 0,09      |
| Héctor Riveros Serrato              | Movimiento Nacional - Convergencia Ciudadana - Cambio Radical     | 868       | 0,06      |
| José Vicente Molano                 | Movimiento Ciudadano                                              | 749       | 0,05      |
| Votos blancos                       | Votos blancos                                                     | 9.866     |           |
| Total de votos válidos              | Total de votos válidos                                            | 1.557.383 |           |
| Votos nulos                         | Votos nulos                                                       | 16.220    |           |
| Tarjetas no marcadas                | Tarjetas no marcadas                                              | 27.240    |           |
| Total de votos escrutados           | Total de votos escrutados                                         | 1.600.843 | 44.79%    |
| Total de votantes habilitados       | Total de votantes habilitados                                     | 3.573.581 | 3.573.581 |